# Viola Odebrecht
Viola Odebrecht est une footballeuse allemande née le 11 février 1983 à Neubrandenbourg. Elle évolue au poste de milieu de terrain au SC 07 Bad Neuenahr. 
Viola possède 49 sélections (2 buts) en équipe d'Allemagne. Elle a remporté la Coupe du monde féminine 2003 avec la Nationalelf.

## Carrière
- 1998-2005 : 1.FFC Turbine Potsdam
- 2005-2006 : Université de Floride
- 2006 : Valur Reykjavík
- 2006-2007 : FCR 2001 Duisburg
- 2007-2008 : SC 07 Bad Neuenahr
- 2008-2012 : 1.FFC Turbine Potsdam
- 2012-     : VfL Wolfsbourg

## Palmarès
- Vainqueur de la Coupe du monde féminine 2003 avec l'Allemagne
- Vainqueur du Championnat d'Europe des - de 18 ans en 2001 avec l'équipe d'Allemagne des - de 18 ans
- Vainqueur du Championnat d'Europe des - de 19 ans en 2002 avec l'équipe d'Allemagne des - de 19 ans
- Médaille de Bronze aux Jeux olympiques d'Athènes en 2004
- Vainqueur de la Coupe UEFA féminine en 2005 avec Potsdam
- Vainqueur de la Ligue des champions 2010 avec Potsdam
- Vainqueur de la Ligue des champions 2013 avec VfL Wolfsbourg
- Championne d'Allemagne en 2004 avec Potsdam
- Vainqueur de la Coupe d'Allemagne en 2004 et 2005 avec Potsdam